# Jaime Silva
Jaime Silva (Bogotà, 10 ottobre 1935 – Tarragona, 25 aprile 2003) è stato un calciatore colombiano, di ruolo centrocampista.

## Carriera
Fu campione di Colombia nel 1958 e nel 1960 con l'Independiente Santa Fe e nel 1968 con l'Unión Magdalena.
Prese parte con la nazionale colombiana ai Mondiali del 1962 ed al Campeonato Sudamericano del 1957 e del 1963.

## Palmarès

### Club

#### Competizioni nazionali
- Campionato colombiano: 3

Santa Fe: 1958, 1960
Unión Magdalena: 1968